# Pavel Dorofejev
Pavel Igorevitj Dorofejev, ryska: Павел Игоревич Дорофеев, född 26 oktober 2000, är en rysk professionell ishockeyforward som spelar för Vegas Golden Knights i National Hockey League (NHL). Han har tidigare spelat för Metallurg Magnitogorsk och Traktor Tjeljabinsk i Kontinental Hockey League (KHL); Henderson Silver Knights i American Hockey League (AHL); Tjelmet Tjeljabinsk i Vyssjaja chokkejnaja liga (VHL) samt Stalnye Lisy Magnitogorsk och Belye Medvedi i Molodjozjnaja chokkejnaja liga (MHL).
Dorofejev draftades av Vegas Golden Knights i tredje rundan i 2019 års draft som 79:e spelare totalt.

## Statistik
| 2017–2018  | Stalnye Lisy Magnitogorsk | MHL        | 48 | 19 | 20 | 39 | 14 | 5  | 2 | 1 | 3 | 6  |
| 2018–2019  | Metallurg Magnitogorsk    | KHL        | 23 | 1  | 1  | 2  | 4  | 4  | 0 | 0 | 0 | 0  |
|            | Stalnye Lisy Magnitogorsk | MHL        | 19 | 17 | 14 | 31 | 14 | 3  | 0 | 2 | 2 | 0  |
| 2019–2020  | Metallurg Magnitogorsk    | KHL        | 48 | 4  | 3  | 7  | 2  | 4  | 0 | 0 | 0 | 2  |
|            | Stalnye Lisy Magnitogorsk | MHL        | 3  | 1  | 1  | 2  | 2  | 3  | 0 | 0 | 0 | 4  |
| 2020–2021  | Traktor Tjeljabinsk       | KHL        | 1  | 0  | 0  | 0  | 0  | —  | — | — | — | —  |
|            | Tjelmet Tjeljabinsk       | VHL        | 36 | 8  | 9  | 17 | 25 | —  | — | — | — | —  |
|            | Belye Medvedi             | MHL        | 17 | 2  | 5  | 7  | 8  | —  | — | — | — | —  |
|            | Henderson Silver Knights  | AHL        | 24 | 9  | 4  | 13 | 8  | 5  | 2 | 0 | 2 | 0  |
| 2021–2022  | Vegas Golden Knights      | NHL        | 1  | 0  | 0  | 0  | 0  | —  | — | — | — | —  |
| NHL totalt | NHL totalt                | NHL totalt | 1  | 0  | 0  | 0  | 0  | —  | — | — | — | —  |
| KHL totalt | KHL totalt                | KHL totalt | 72 | 5  | 4  | 9  | 6  | 8  | 0 | 0 | 0 | 2  |
| MHL totalt | MHL totalt                | MHL totalt | 72 | 39 | 37 | 76 | 32 | 11 | 2 | 3 | 5 | 10 |

### Internationellt
| Källa: Uppdaterad: 2021-10-13 | Källa: Uppdaterad: 2021-10-13 | Källa: Uppdaterad: 2021-10-13 |         | Utv = Utvisningsminuter | Utv = Utvisningsminuter | Utv = Utvisningsminuter | Utv = Utvisningsminuter | Utv = Utvisningsminuter |
| År                            | Lag                           | Mästerskap                    | Matcher | Mål                     | Assists                 | Poäng                   | Utv                     |                         |
| ----------------------------- | ----------------------------- | ----------------------------- | ------- | ----------------------- | ----------------------- | ----------------------- | ----------------------- | ----------------------- |
| 2018                          | Ryssland                      | U18-VM                        | 5       | 2                       | 2                       | 4                       | 2                       |                         |
| 2020                          | Ryssland                      | JVM                           | 7       | 3                       | 1                       | 4                       | 2                       |                         |
| Junior totalt                 | Junior totalt                 | Junior totalt                 | 12      | 5                       | 3                       | 8                       | 4                       |                         |